# Olga Miszakowa
Olga Pietrowna Miszakowa (ros. Ольга Петровна Мишакова, ur. 1906 w powiecie kozielskim w guberni kałuskiej, zm. 1980 w Moskwie) – radziecka działaczka komsomolska i partyjna.

## Życiorys
Od 1924 pracowała w kozielskim powiatowym oddziale oświaty politycznej,  1931 ukończyła 1 Moskiewski Uniwersytet Państwowy, później była aspirantem i starszym pracownikiem naukowym Naukowo-Badawczego Instytutu Ekonomii i Organizacji Pracy oraz wykładowcą marksizmu-leninizmu w Moskiewskim Instytucie Precyzyjnej Technologii Chemicznej. Kierowała Wydziałem Młodzieży Uczącej Się Kirowskiego Komitetu Rejonowego Komsomołu w Moskwie, do lipca 1938 i ponownie w listopadzie 1938 była instruktorem Wydziału Propagandy i Agitacji KC Komsomołu, a od 22 listopada 1938 do 19 lipca 1946 sekretarzem KC Komsomołu i członkiem Biura KC Komsomołu i jednocześnie kierownikiem Wydziału Propagandy i Agitacji KC Komsomołu i redaktorem pisma "Junyj Kommunist". Od 1937 należała do WKP(b), 1946-1947 była wykładowcą i aspirantem Akademii Nauk Społecznych przy KC WKP(b), od 21 marca 1939 do 5 października 1952 wchodziła w skład Centralnej Komisji Rewizyjnej WKP(b), 1947 kierowała Wydziałem Instytucji Kulturalno-Oświatowych Zarządu Propagandy i Agitacji KC WKP(b), 1948-1950 była inspektorem KC WKP(b). 28 czerwca 1956 została wykluczona z partii.